# Neotrypaea biffari
Neotrypaea biffari är en kräftdjursart som först beskrevs av Lipke Bijdeley Holthuis 1991.  Neotrypaea biffari ingår i släktet Neotrypaea och familjen Callianassidae. Inga underarter finns listade i Catalogue of Life.